# Габове Гронды
Габове Гронды (пол. Gabowe Grądy) — деревня в Августовском повете Подляского воеводства Польши. Входит в состав гмины Августов. В деревне сохранились моленная и кладбище староверов.

## История
В XIX веке основное население деревни составляли русские старообрядцы. По данным переписи 1921 года в деревне жили 222 человек (203 русских и 19 поляков). В 1943 году во время немецкой оккупации Польши эсэсовцы сожгли деревню, храм и убили местных жителей. В 1948 году на месте старой моленной была построена новая.

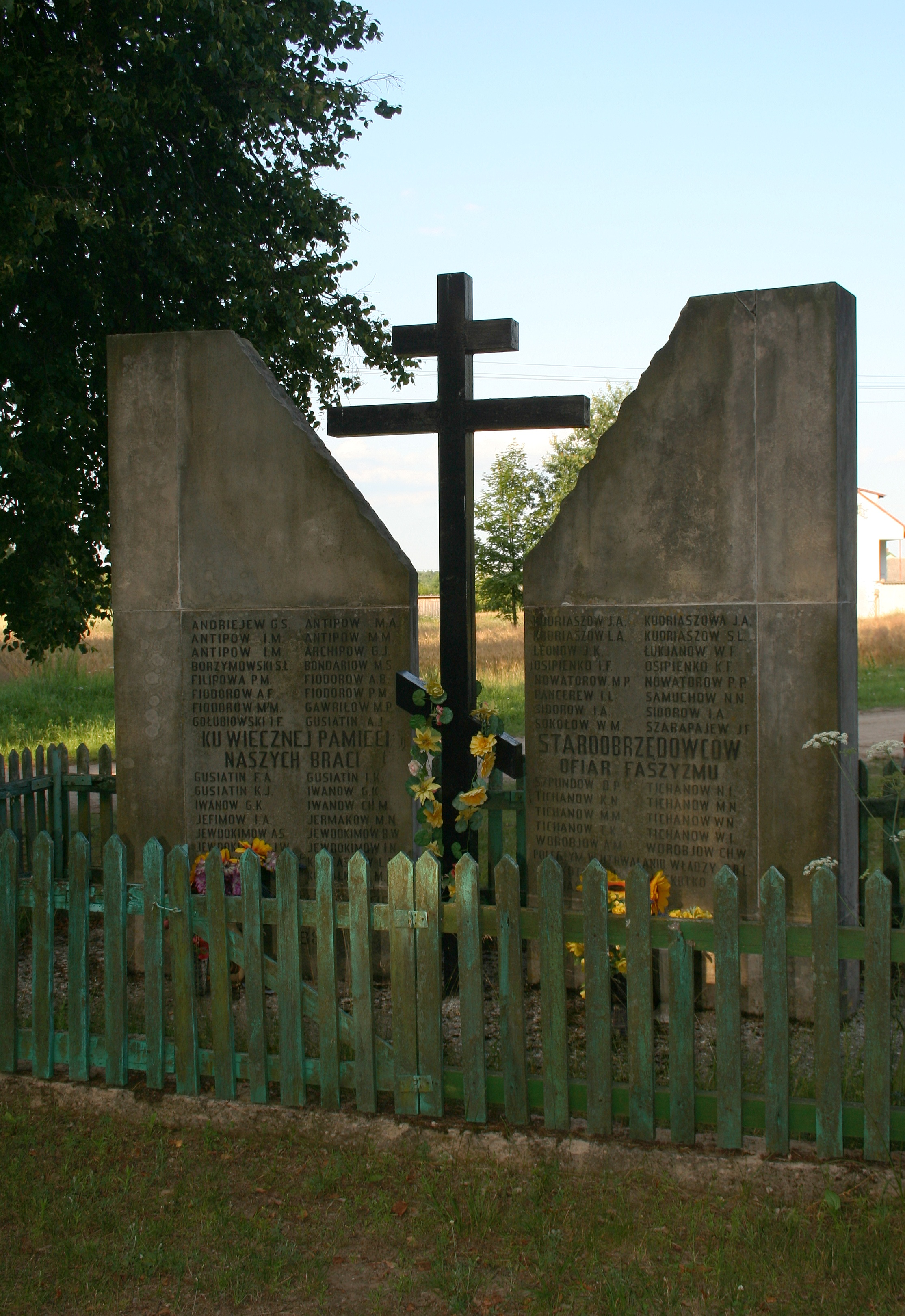
Памятник жертвам фашизма в Габове Грондах